# Zajasz
Zajasz (macedónul Зајас, albánul Zajazi) az azonos nevű község székhelye Észak-Macedóniában.

## Népesség
Zajasznak 2002-ben 4 712 lakosa volt, melyből 4 682 albán, 4 macedón, 4 szerb, 22 egyéb.
Zajasz községnek 2002-ben 11 605 lakosa volt, melyből 11 308 albán (97,4%), 211 macedón, 86 egyéb.

## A községhez tartozó települések
- Zajasz
- Bacsista,
- Bukojcsani,
- Gorno Sztrogomiste,
- Gresnica (Zajasz),
- Dlapkin Dol,
- Dolno Sztrogomiste,
- Kolari (Zajasz),
- Kolibari (Zajasz),
- Lesnica (Zajasz),
- Midinci,
- Recsani (Zajasz),
- Tajmiste.

A 2013-as közigazgatási módosítások következtében a község megszűnt létezni, s teljes egészében Kicsevo község része lett.